# Саннес Улф
Саннес Улф (на норвежки: Sandnes Ulf) е норвежки футболен клуб, базиран в едноименния град Саннес. Състезава се във второто ниво на норвежкия футбол Адеколиген. Играе мачовете си на стадион Саннес Идретспарк.